# Søyla
Søyla är en bergstopp i Antarktis. Den ligger i Östantarktis. Norge gör anspråk på området. Toppen på Søyla är 2 210 meter över havet, eller 226 meter över den omgivande terrängen. Bredden vid basen är 1,5 km.
Terrängen runt Søyla är huvudsakligen kuperad, men västerut är den platt. Trakten är obefolkad. Det finns inga samhällen i närheten.